# انگشت‌برگی ایرانی
انگشت‌برگی ایرانی (نام علمی: Asaccus granularis) نام یک گونه از سرده گکوی انگشت‌برگی است.